# Tonino Cossu
Tonino Cossu, all'anagrafe Antonio Cossu (Nuoro, 18 giugno 1962), è un fantino italiano, detto anche Cittino II.

## Biografia
Fece il suo esordio a Siena il 2 luglio 1984 con la Tartuca e nel 1991 vinse il Palio di Legnano per la Contrada Legnarello ed il Palio di Asti montando il Cavallo Lingotto (Blue Bell Music) per il Borgo San Lazzaro.
Nel 1992, a Siena, la contrada del Nicchio ingaggiò Cittino per ostacolare Giuseppe Pes che correva per il Valdimontone e già al primo giro questi procurò la caduta del Pesse favorito in quel Palio.
Questo accadde anche due anni dopo provocando tafferugli tra le due contrade avversarie.
L'ultima apparizione di Cittino sul tufo senese fu nel Palio del 2 luglio 1996 con il cavallo Penna Bianca per la Contrada del Leocorno.

## Presenze al Palio di Siena
| Palio          | Contrada | Cavallo                  | Note   |
| -------------- | -------- | ------------------------ | ------ |
| 2 luglio 1984  | Tartuca  | Diavoletta de Portoconte | scosso |
| 16 agosto 1986 | Civetta  | Amore                    | scosso |
| 2 luglio 1988  | Giraffa  | Italicu                  | scosso |
| 16 agosto 1988 | Oca      | Miura                    |        |
| 3 luglio 1992  | Nicchio  | Pinturetta               | scosso |
| 16 agosto 1992 | Onda     | Pinturetta               | scosso |
| 2 luglio 1994  | Nicchio  | Gloria Rustica           | scosso |
| 16 agosto 1994 | Nicchio  | Dog Bane                 |        |
| 16 agosto 1995 | Selva    | Quiliero de Sedini       | scosso |
| 2 luglio 1996  | Leocorno | Penna Bianca             | scosso |

## Vittorie negli altri Palii
- Palio di Asti: 1 vittoria (1991)
- Palio di Legnano: 1 vittoria (1991)